# Serge Chiesa
Serge Chiesa (* 25. Dezember 1950 in Casablanca) ist ein ehemaliger französischer Fußballspieler. Der 1,62 m kleine Spielmacher, der 14 Jahre lang und damit fast seine gesamte Profikarriere bei Olympique Lyon verbrachte, wurde von den Fans als „der kleine Mozart“ bezeichnet.

## Vereinskarriere
Der im seinerzeit noch französischen Marokko geborene, offensive linke Mittelfeldspieler wuchs in Clermont-Ferrand auf und war Mitglied der Fußballabteilung der AS Montferrand. 1967 gewann er den landesweiten „Wettbewerb des jungen Fußballers“ (Concours du jeune footballeur); zwei Jahre später wurde Serge Chiesa Berufsspieler beim Erstdivisionär Olympique Lyon und schon in seiner ersten Saison dort, noch als 18-Jähriger, auch Nationalspieler (siehe unten). Er war „schmächtig, hochtalentiert, ein unvergleichlicher Dribbler und ein oft genialer Spielmacher, der häufig mit Raymond Kopa verglichen wurde“. Für Lyon spielte er die nächsten 14 Jahre, Mitte der 1970er auch in einer Elf mit zwei Mannschaftskameraden, die beide später Nationaltrainer werden sollten, nämlich Aimé Jacquet – der zwischen 1976 und 1980 Olympique auch trainierte – und Raymond Domenech. Serge Chiesa war der Ideen- und Flankengeber für Torjäger wie Fleury Di Nallo, André Guy und Bernard Lacombe, aber auch selbst als ausgezeichneter Freistoßschütze torgefährlich. 1973/74 tauchte er erstmals unter den 15 besten Ligatorjägern auf; zwei Saisons später hatte er sein in dieser Hinsicht erfolgreichstes Jahr, als er mit 18 Punktspieltreffern achtbester Schütze der Division 1 wurde.
Um die Meisterschaft spielte Chiesa mit Lyon bis 1983 dennoch kaum einmal mit – zu wenig konstant waren häufig die Leistungen der Elf. Zwei dritten (1974, 1975), einem fünften (1972) und zwei sechsten Rängen (1977, 1981) in den Abschlussklassements standen mehrfach Platzierungen nahe der Abstiegszone gegenüber, so 1970 (15.), 1976 und 1982 (16.), 1978 (17.) sowie 1980, als Olympique als 18. nur aufgrund der erfolgreich überstandenen Barrages in der Liga verblieb. Im Landespokalwettbewerb hingegen stand Serge Chiesa dreimal mit OL im Endspiel; zweimal musste seine Mannschaft sich dabei geschlagen geben, nämlich 1971 mit 0:1 gegen Stade Rennes und 1976 nach einem 0:2 gegen Olympique Marseille. Aber 1973 gelang Lyon im Finale ein 2:1-Sieg über den FC Nantes, der für den 22-jährigen Mittelfeldmotor seinen ersten – und einzigen – Titel bedeutete.
Im Sommer 1983 musste Olympique Lyon als Vorletzter den Gang in die zweite Division antreten. Nach 475 Punktspielen und 120 Treffern für Lyon ging Chiesa diesen Weg mit, allerdings für einen neuen Verein, die US Orléans. Seine neue Mannschaft spielte zwei Jahre im oberen Tabellendrittel mit, verpasste aber beide Male den Aufstieg. Deshalb zog er 1985 nach Clermont-Ferrand zurück; dort spielte er mit dem Clermont FC drei Jahre in der dritten und 1988/89 nochmals in der zweiten Liga (unter anderem an der Seite von Andrzej Szarmach). Anlässlich des sofortigen Wiederabstiegs beendete er 1989, inzwischen 38-jährig, endgültig seine Karriere.
Er ist zwar nie zu Frankreichs Fußballer des Jahres gewählt worden und hat auch die Étoile d’Or als saisonbester Spieler der Liga nie gewonnen. Aber im Sommer 2007 haben fünf Journalisten, die Olympiques Werdegang seit Jahrzehnten verfolgten, eine „Mannschaft der besten Spieler aller Zeiten von Olympique Lyon“ zusammengestellt: in ihr steht auf der linken Mittelfeldseite Serge Chiesa, der zusätzlich als „Bester dieser Besten“ erkoren wurde – angesichts der Konkurrenz aus den Teamkadern des zu diesem Zeitpunkt gerade zum sechsten Mal in Serie Meister gewordenen Klubs eine große persönliche Auszeichnung.

### Stationen
- Association Sportive Montferrandaise (1960–1969, als Jugendlicher)
- Olympique Lyonnais (1969–1983)
- Union Sportive Orléanaise (1983–1985, in D2)
- Clermont Football Club (1985–1989, davon 1985–1988 in D3, 1988/89 in D2)

## In der Nationalmannschaft
Seine früh entdeckten Fähigkeiten machten Chiesa schnell zum A-Jugend-Nationalspieler; als Mannschaftskapitän führte er die Jahrgangself bei der Jugend-EM 1968 zum Vizeeuropameistertitel. Ein gutes Jahr später, im September 1969, debütierte der 18-Jährige bereits in der französischen A-Nationalmannschaft. Bis zum April 1974 brachte er es in diesem Kreis auf zwölf Länderspiele; dabei gelangen ihm auch drei Treffer. Zu seinen besten Auftritten im blauen Trikot gehörte der 1:0-Sieg über die UdSSR in der WM-Qualifikation (Oktober 1972), für den ihn die Presse in höchsten Tönen lobte. Danach kam es jedoch zu einer ersten Verstimmung, als Chiesa, ohne abzusagen, zu einem Trainingslager der Bleus nicht erschien. Der Spieler hatte sich nach Clermont-Ferrand zurückgezogen, um eine Verletzung auszukurieren; Olympique Lyon hatte er davon unterrichtet, aber seine Annahme, der Klub würde auch den Nationaltrainer informieren, erwies sich als Irrtum. Trainer Georges Boulogne strich ihn daraufhin aus dem Aufgebot für das nächste Spiel.

Gegen Mannschaften aus dem deutschsprachigen Raum stand Chiesa in zwei Partien auf dem Rasen, in denen Frankreich beide Male auswärts mit 1:2 unterlag: im Mai 1970 im „Joggeli“ gegen die Schweiz und im Oktober 1973 im Parkstadion gegen die Bundesrepublik.
Seine Karriere bei den Bleus beendete Serge Chiesa bereits im Alter von 23 Jahren; der schon als 19-Jähriger verheiratete und bald darauf Vater gewordene „Familienmensch“ wollte nicht noch mehr Zeit für den Fußball opfern und dauernd von Frau, Kind und Freunden getrennt sein. Dieses Karriereende kam mit einem Paukenschlag, als er dem Verbandspräsidenten Fernand Sastre und Nationaltrainer Ștefan Kovács kurz vor einem EM-Qualifikationsspiel gegen die DDR im Herbst 1974 eröffnete, er sei nur auf Anweisung seiner Vereinsoberen und seines Trainers Aimé Mignot bei diesem Mannschaftstreffen, aber er wolle nicht bleiben und packe nun seinen Koffer – was er auch tat.
Dafür nahm er die öffentliche Beschimpfung als „Deserteur“ ebenso wie die für eine solche Verweigerung damals noch übliche Bestrafung durch den Verband in Kauf – auch dies eine Parallele zu Raymond Kopa –, die aus einer 5.000-Francs-Geldbuße und einer Sperre für zwei Spiele mit seinem Verein bestand. Medialer Ruhm und anerkennende Schulterklopfer waren ihm nie wirklich wichtig gewesen.

## Leben nach der Zeit als Spieler
Serge Chiesa blieb in seiner auvergnatischen Heimat ansässig; eine Zeit lang hat er Tantiemen dafür bekommen, dass ein Bekleidungshersteller seinen Namen für eine Sportmodenkollektion verwenden durfte. Anschließend übernahm er einen Tabak- und Zeitschriftenladen in Riom, den er bis heute führt, wenn er nicht gerade unterwegs ist, um zu angeln.

## Palmarès
- Französischer Pokalsieger: 1973 (und Finalist 1971, 1976)
- 12 A-Länderspiele (3 Treffer) für Frankreich
- 475 Spiele und 120 Tore in der Division 1, sämtlich für Lyon[14]
- 9 Europapokaleinsätze, kein Treffer[15]